# Sociální reklama

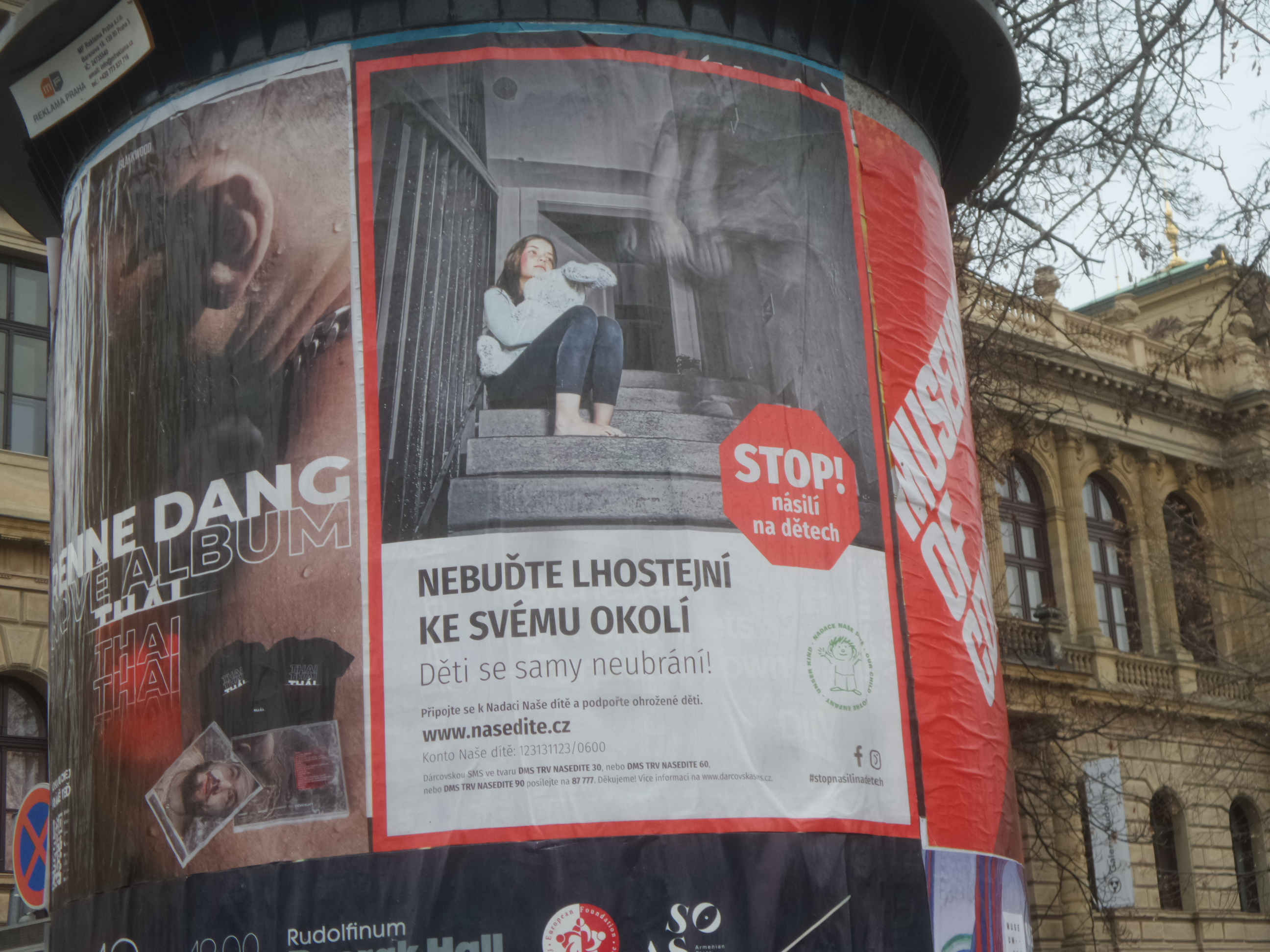
Běžná distribuce sociální reklamy formou plakátů

Slovním spojením „sociální reklama“ je zvykem označovat nekomerční typ komunikace propagačního charakteru, který se snaží podpořit společensky prospěšné myšlenky a aktivity. V anglicky psané literatuře převládá termín social advertising. Přesto, že sociální reklama částečně používá shodné metody s reklamou obchodní, není funkční postupy těchto dvou odlišných aktivit mechanicky ztotožňovat. Sociální reklama má souvislost se společensky angažovanou volnou tvorbou. Ta však kóduje své obsahy pro diváka náročnějším způsobem, proto nemůže mít tak široký dopad. V České republice se nesetkáváme se sociální reklamou často, protože lidé mají zatím k veřejnému prostoru a diskusi o hodnotách nevyrovnaný vztah narušený desetiletími totalitních režimů.

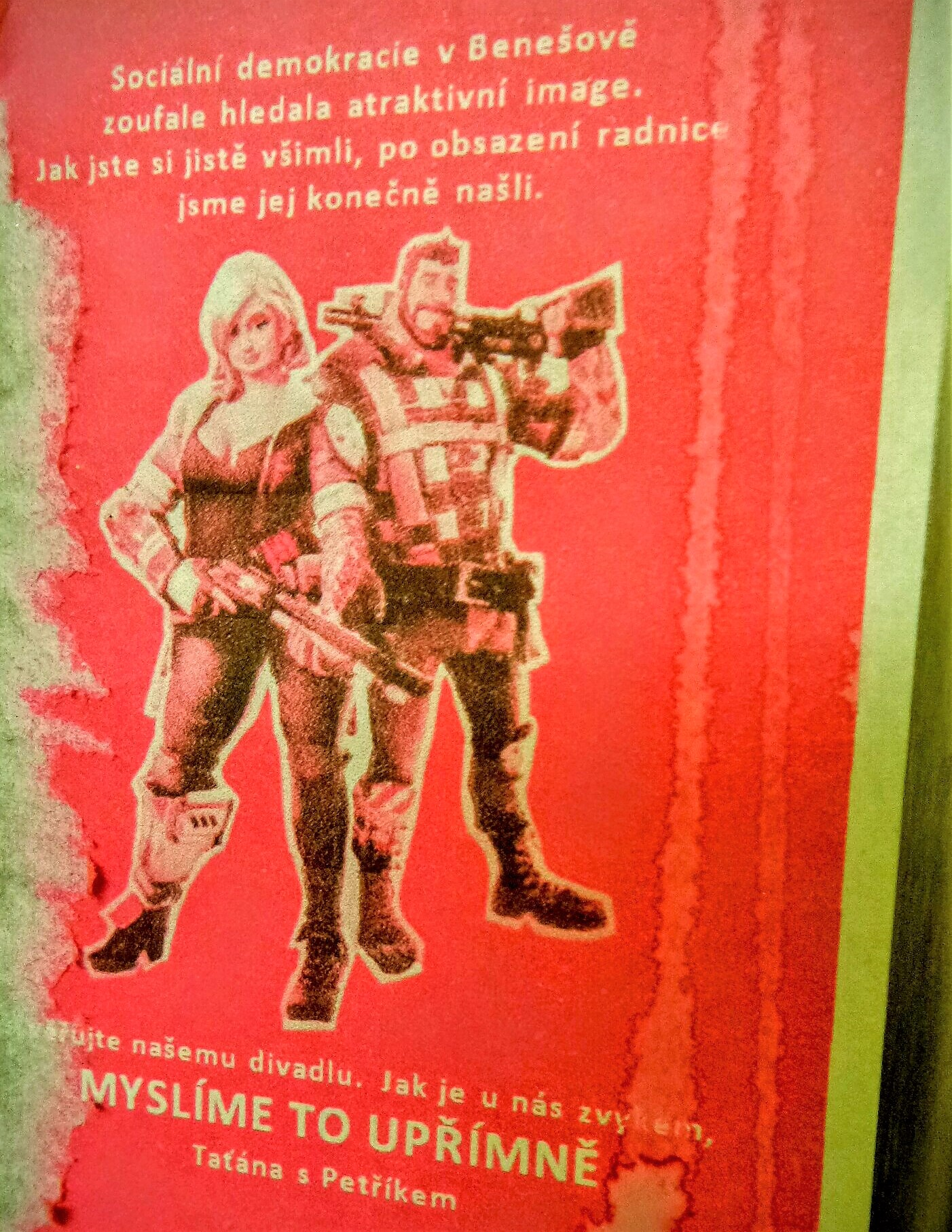
Politická satira představuje účinnou formu veřejné komunikace.

## Komunikační formy
Sociální reklama podobně jako reklama obchodní používá vizuální statické formy (inzeráty, plakáty, letáky, billboardy ad.), audiovizuální kinetické (video) nebo jen auditivní formy (lokální rozhlas, rozhlasové vysílání ad.). Vzácněji také živá vystoupení.

## Obsahové třídění
Produkty sociální reklamy mohou být tříděny podle zprostředkovávaného obsahu:
- Demokracie
- Duchovní život
- Ekologie
- Etika
- Charita
- Lidská práva a povinnosti
- Rasismus
- Svoboda
- Terorismus
- Vzdělávání
- Zdraví
- Životní styl

Skupiny se mohou přirozeně částečně tematicky překrývat.

## Výzkum

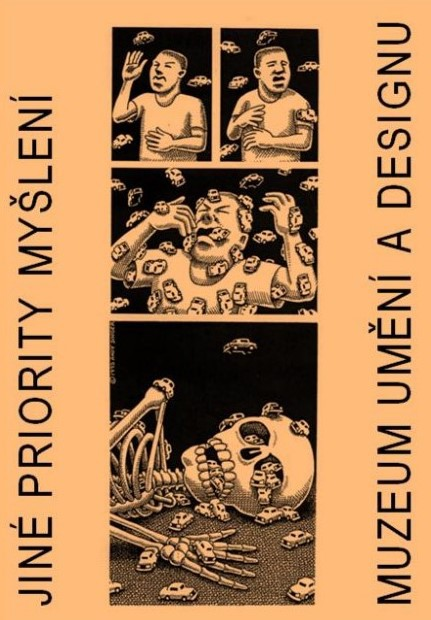
Propagace benešovského muzea designu zaměřeného na sociální reklamu

Výzkumu v oblasti sociální reklamy se věnují společenskovědní pracoviště některých univerzit (v České republice např. Masarykovy univerzity v Brně, Univerzity Tomáše Bati ve Zlíně nebo Ostravské univerzity). Z vědeckých institucí to bylo zejména Muzeum umění a designu Benešov (1990-2016), které provádělo také testovací akce v terénu (např. Praha, Karlovy Vary, Lázně Bělohrad nebo Benešov), započalo sérii tvůrčích sympozii pro mladé grafické designéry k inspiraci pro závažná, málo frekventovaná témata, spravovalo dokumentační web „Jiná priorita“ nabízející sociální reklamu k dalšímu použití a připravovalo výstavy ad. akce.

## Sbírky
Shromažďování a archivování sociální reklamy se v ČR věnovala dlouhodobě a systematicky (1990-2016) pouze jedna paměťová instituce – Muzeum umění a designu v Benešově u Prahy. Produkty sociální reklamy byly ukládány ve sbírce grafického designu, v kolekcích plakátů, letáků, pohlednic, samolepek, knih a časopisů a také v elektronické podobě. Sbírka, jejíž část byla dočasně netříděná, obsahovala tisíce produktů. Aktivitu ukončil v roce 2017 útok nezodpovědných politiků na muzejní instituci.

## Galerie

Charakteristické ukázky sociální reklamy
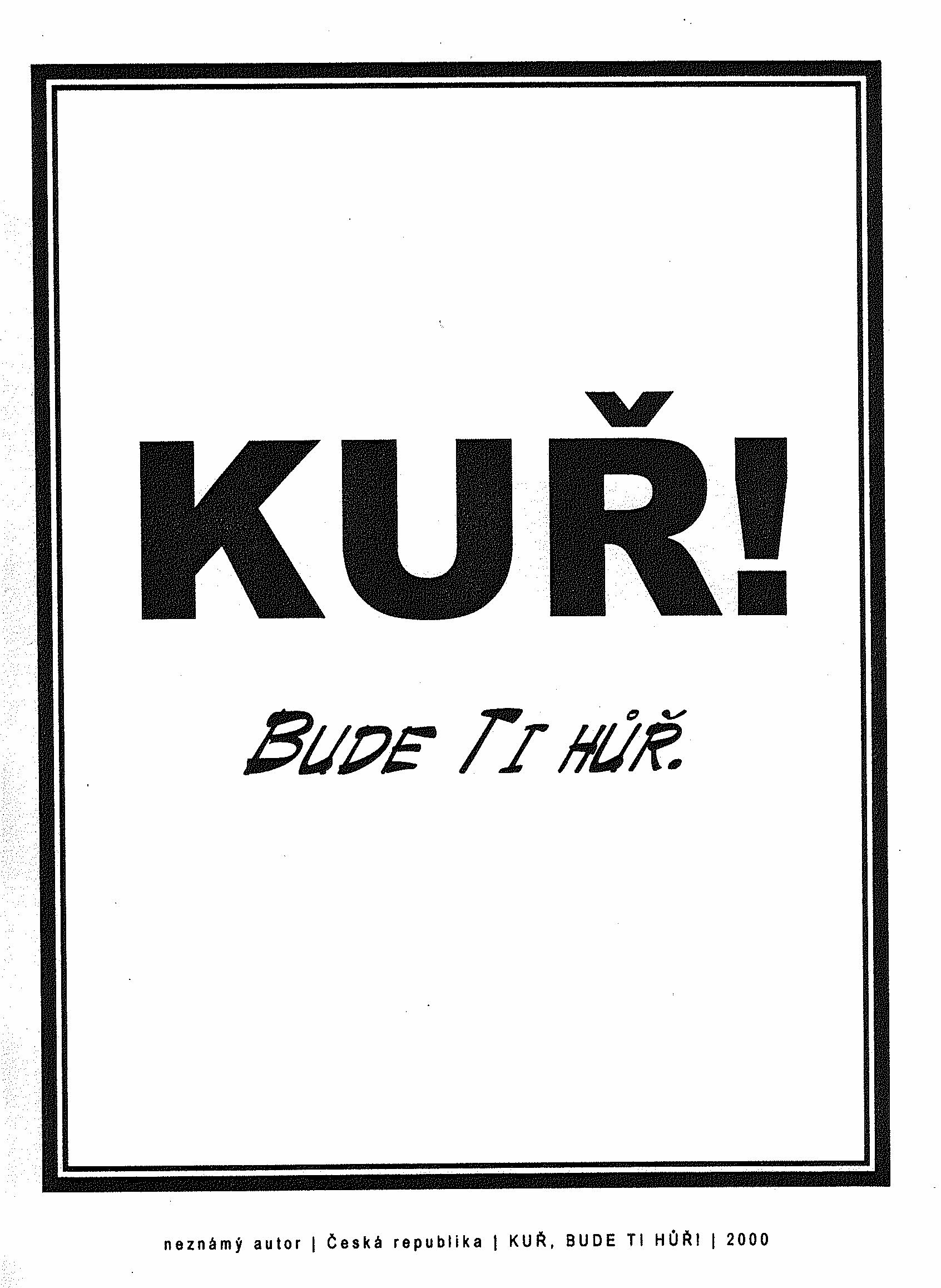
Kuř, bude ti hůř!
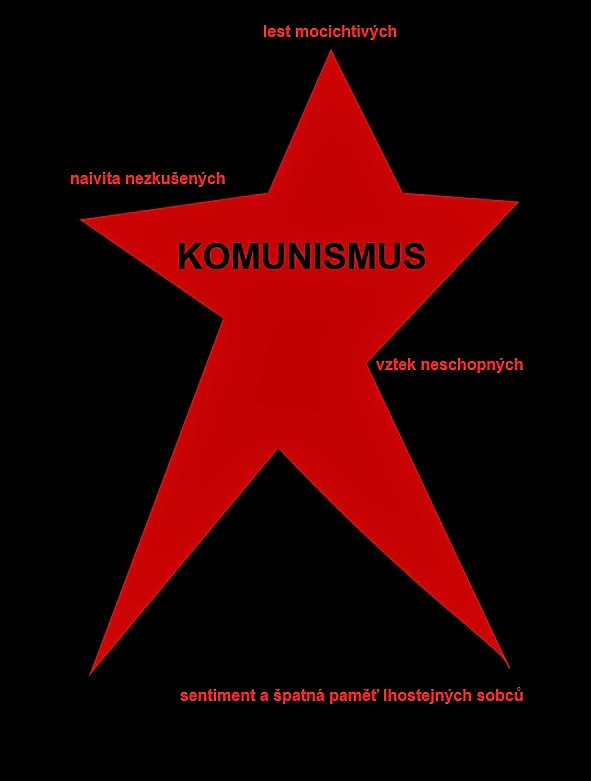
Lest mocichtivých
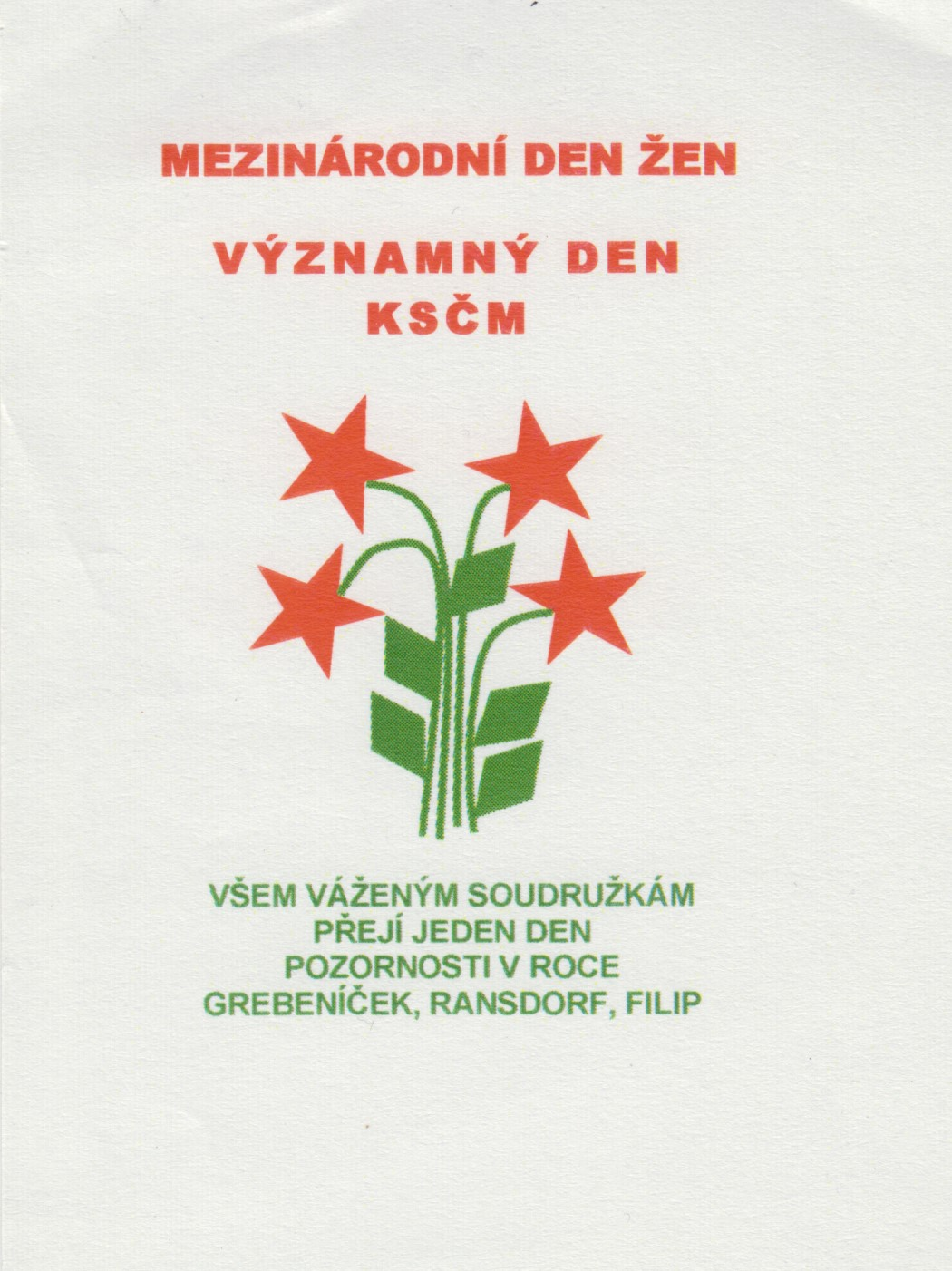
Významný den KSČM
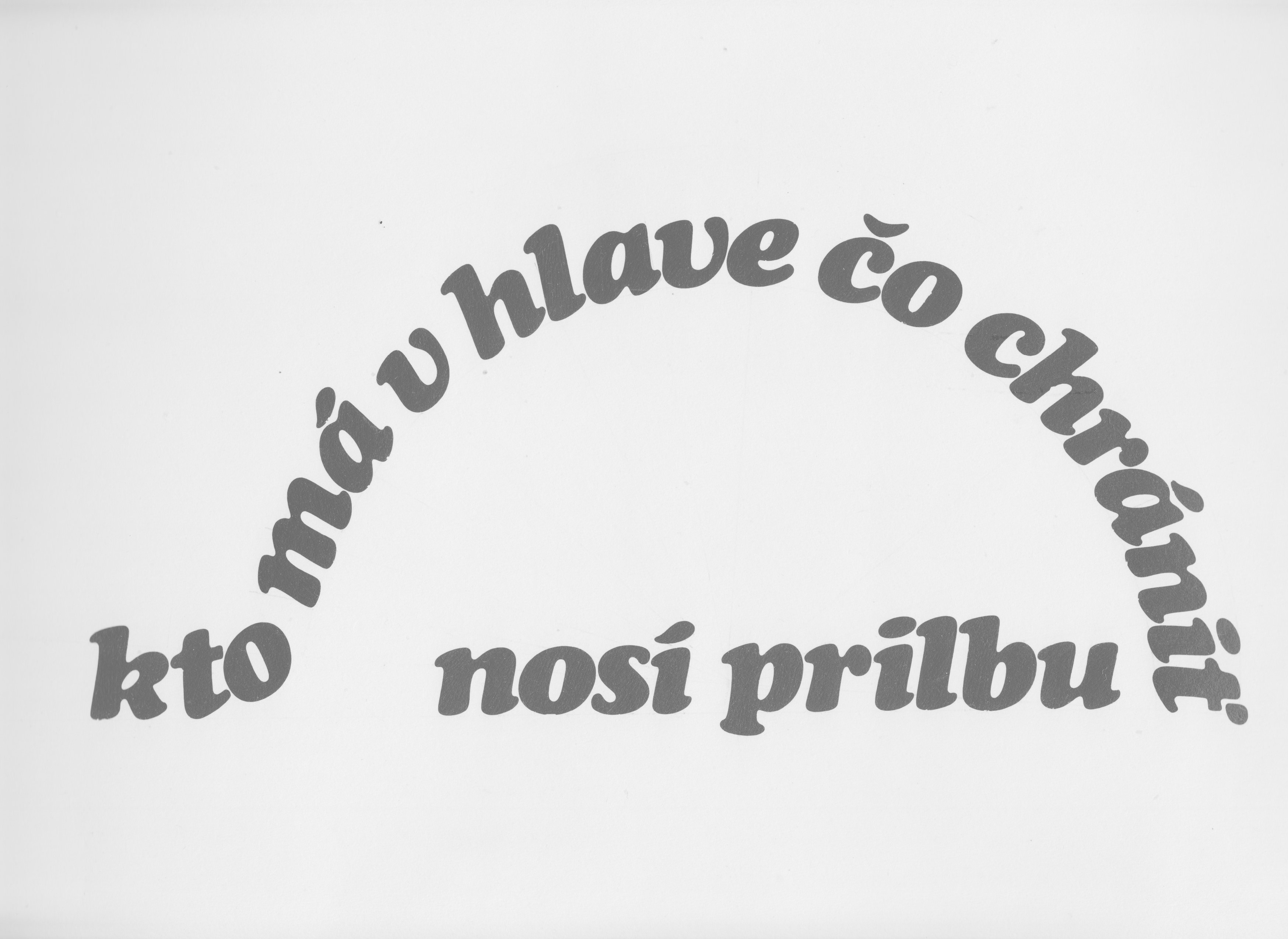
Kdo má v hlavě co chránit...
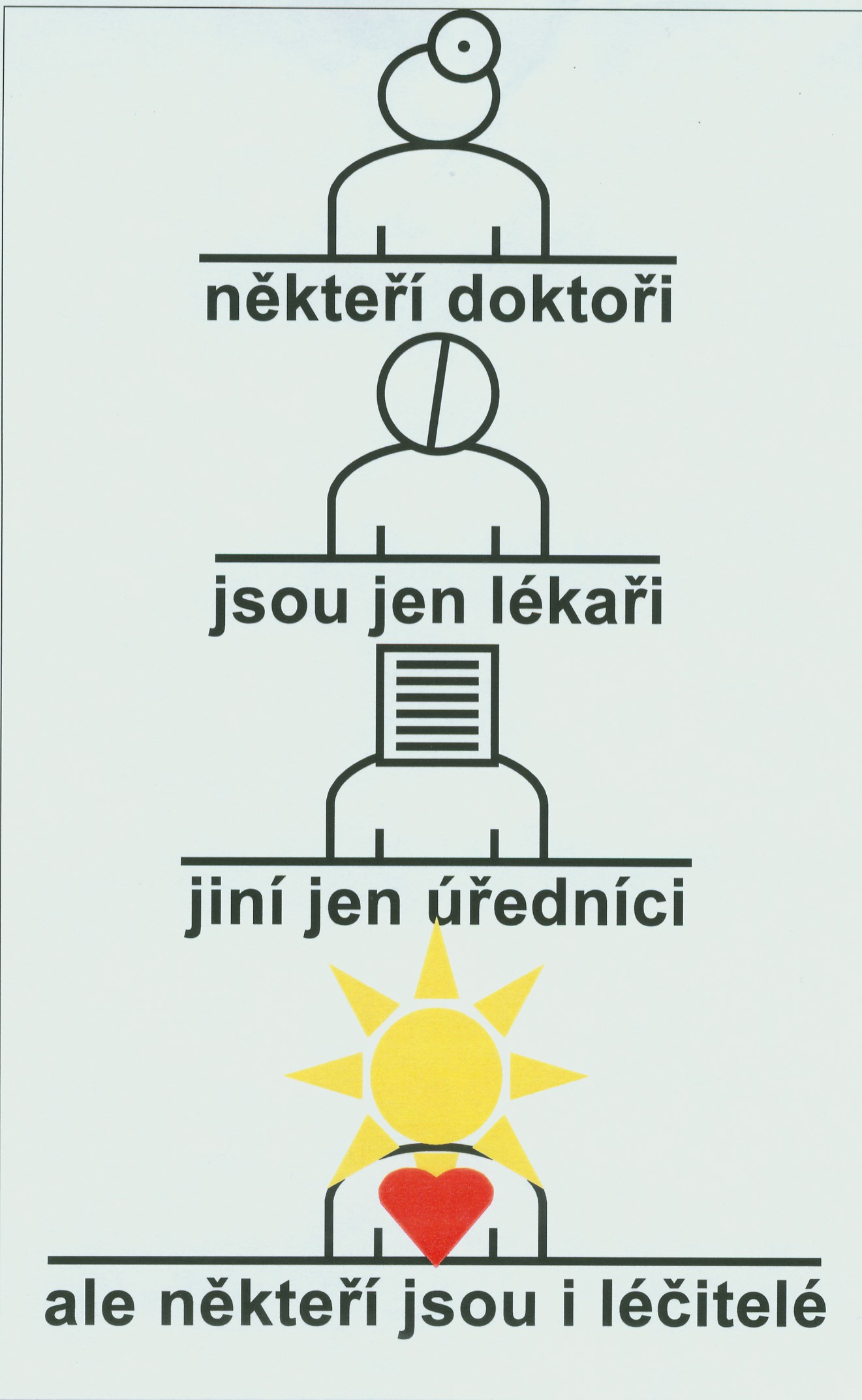
Někteří doktoři jsou i léčitelé